# Protistranická skupina
Protistranická skupina, rusky антипартийная группа je označení konzervativní politické skupiny kolem Vjačeslava Molotova v 50. letech 20. století v Sovětském svazu. 
Členy uskupení byli Georgij Maximilianovič Malenkov, Lazar Mojsejevič Kaganovič, Vjačeslav Michajlovič Molotov a s nimi sympatizující Dmitrij Trofimovič Šepilov. Úplný název, tak jak ji označil Chruščov, zněl Антипартийная группа Маленкова, Кагановича, Молотова и «примкнувшего к ним Шепилова» (Protistranická skupina Malenkova, Kaganoviče, Molotova a s „nimi sympatizujícího Šepilova“).
Hlavním cílem skupiny byly snahy o vypuzení Nikity Chruščova z pozice prvního tajemníka KSSS skupinou někdejších Stalinových spolupracovníků v červnu 1957. Akce, která byla zároveň posledním pokusem stoupenců stalinské linie o uchopení moci, ztroskotala. Výraz „protistranická skupina“ byl použit Chruščovem k označení autorů pokusu, při příležitosti jejich vyloučení z politbyra.

## Důsledky
Aféra spustila proces úplné destalinizace v sovětském Rusku a jeho satelitech.